# アマゾンツノガエル
アマゾンツノガエル(Ceratophrys cornuta)は、両生綱無尾目Ceratophryindae科ツノガエル属に分類されるカエル。

## 分布
エクアドル、ガイアナ、コロンビア、スリナム、ブラジル、仏領ギアナ、ベネズエラ南部、ペルー、ボリビアのアマゾン盆地

## 形態
体長7 - 15センチメートル。オスよりもメスの方が大型になり、オスは体長7.2センチメートル、体重60グラム。体色は橙がかった明褐色、暗緑色、黄緑色。待ち伏せ型の捕食を行う際に、堆積した落ち葉などの保護色になっていると考えられている。喉は黒い。
眼上部の突起は細長い。四肢は短く、暗色の縞模様が入る。後肢にある土を掘るための隆起（内蹠隆起）は卵型。
幼生は全長4.7センチメートル。変態直後の幼体は体長1-1.3センチメートル。

## 分類
C. testudoは本種のシノニムとされていたが、独立種とされた。

## 生態
標高400メートル以下にある降雨林に生息する。森林内の開けた環境に生息する。ペルーでは1ヘクタールあたり平均1.9頭の個体密度で生息すると推定されている。夜行性だが、幼体や亜成体は昼間も活動する。
アリ類・甲虫類など昆虫、節足動物、両生類（カエル）、小型爬虫類、小型哺乳類などを食べる。林床の落ち葉などに潜り、獲物を通りかかるのを待ち伏せる。胃の内容物から自分の体積の半分以上の獲物も捕食するとされる。幼生は主にカエルの幼生を食べる。大食であり、嚥下不能な大きい獲物を口から突き出して死んでいる野生個体がいくつか発見されている。
繁殖形態は卵生。雨季始め（11月）の降雨後に産卵する。一時的な水場に300 - 600個の卵を産む。卵は3 - 25日で孵化する。孵化してから約90日で変態し、幼体になる。生後3 - 4年で性成熟する。飼育下での寿命は約10年で、15年の生存例もある。

## 人間との関係
絶滅のおそれは低いと考えられているが、ペット用の採集による影響が懸念されている。
ペットとして飼育されることがあり、日本にも輸入されている。野生個体が流通するが、飼育下繁殖個体が流通することもある。野生個体は特に神経質なため、プラケースなどのケージに半身が浸かる程度の深さの、湿らせた土やミズゴケなどを敷いて潜って隠れることができる環境をつくる。餌として昆虫や魚類を与え、餌付きが悪い野生個体でも魚類に餌付くことが多い。ピンクマウスも食べるが、内臓疾患を引き起こすこともあるため注意が必要。

## 画像

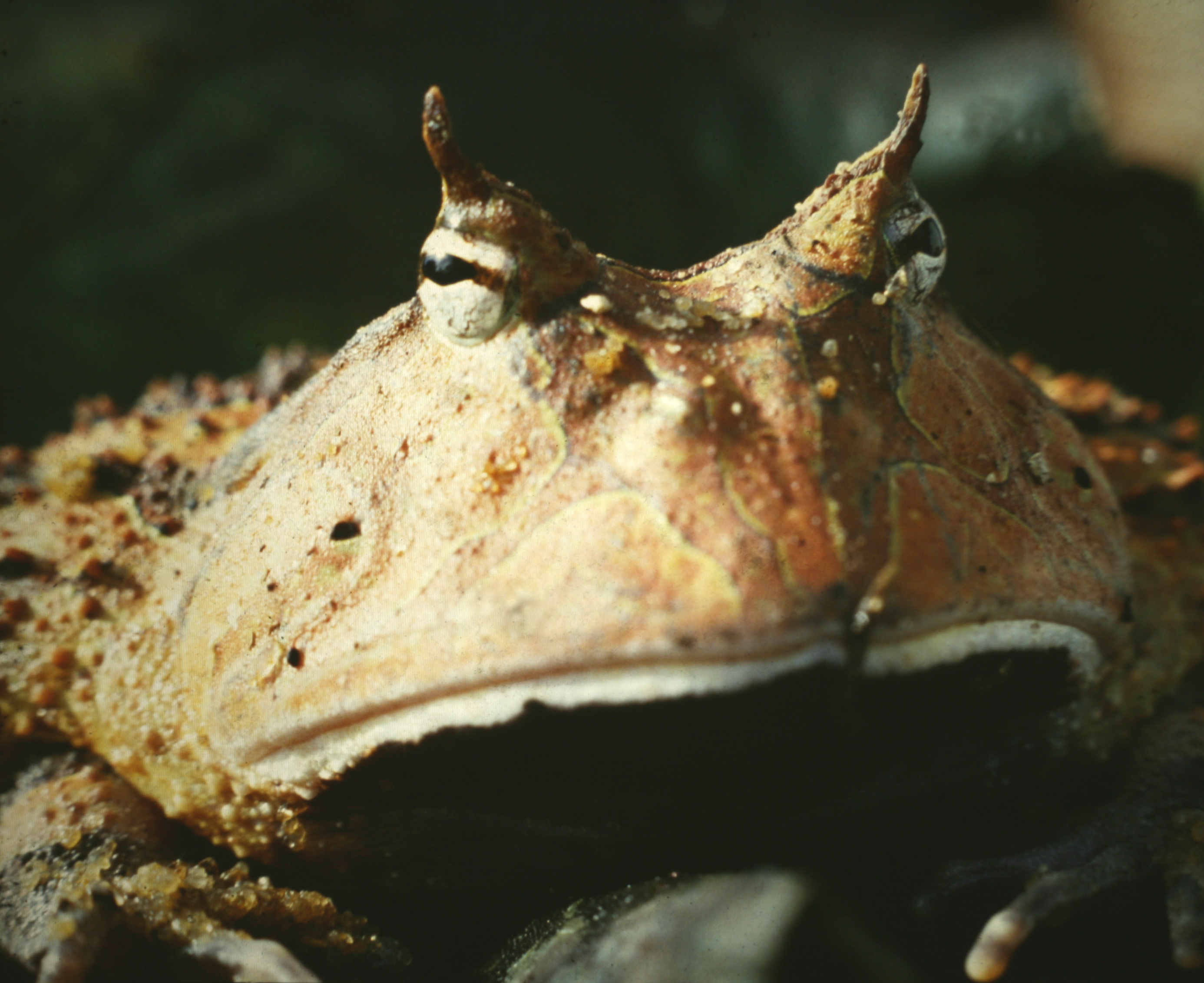
頭部
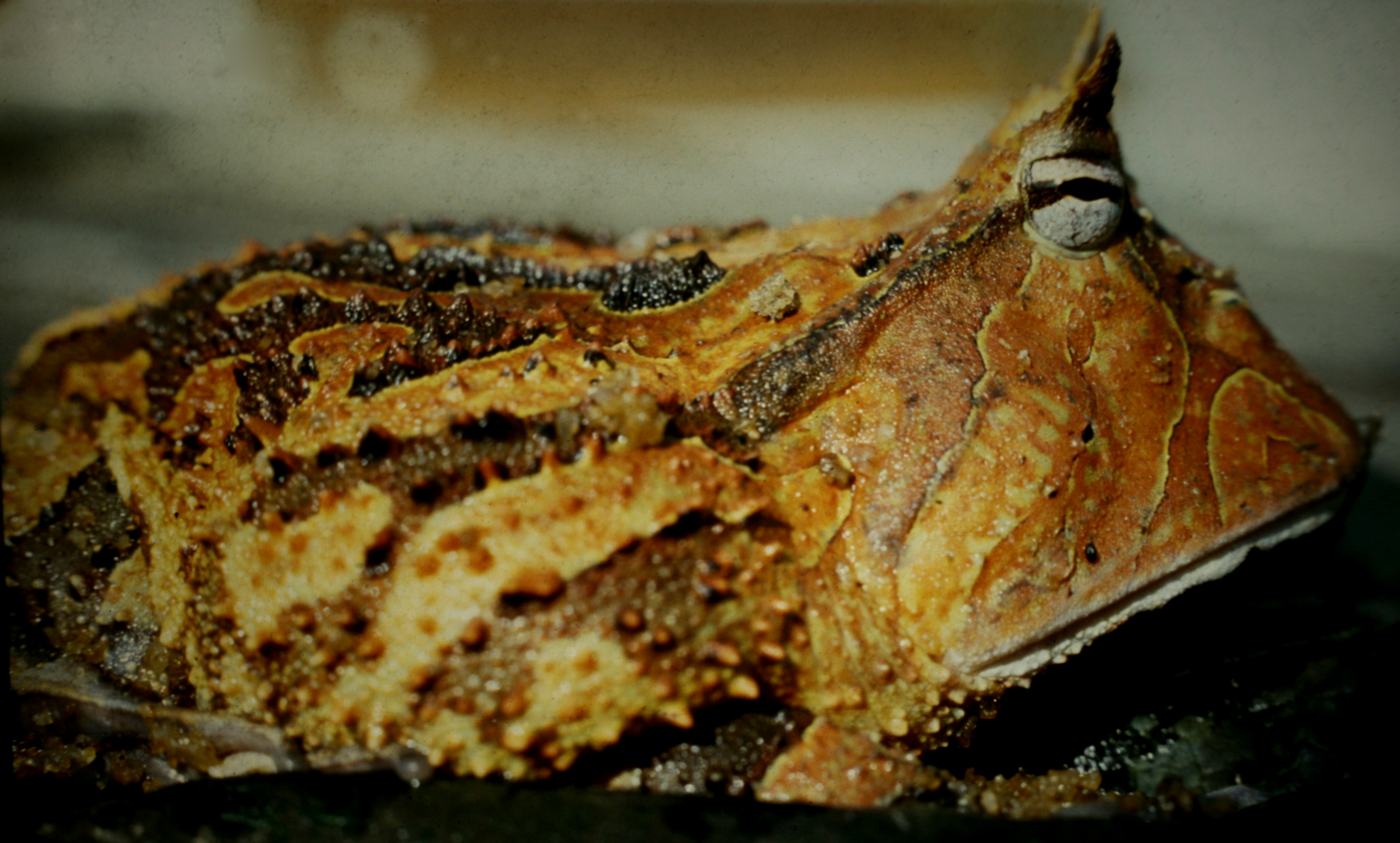
側面
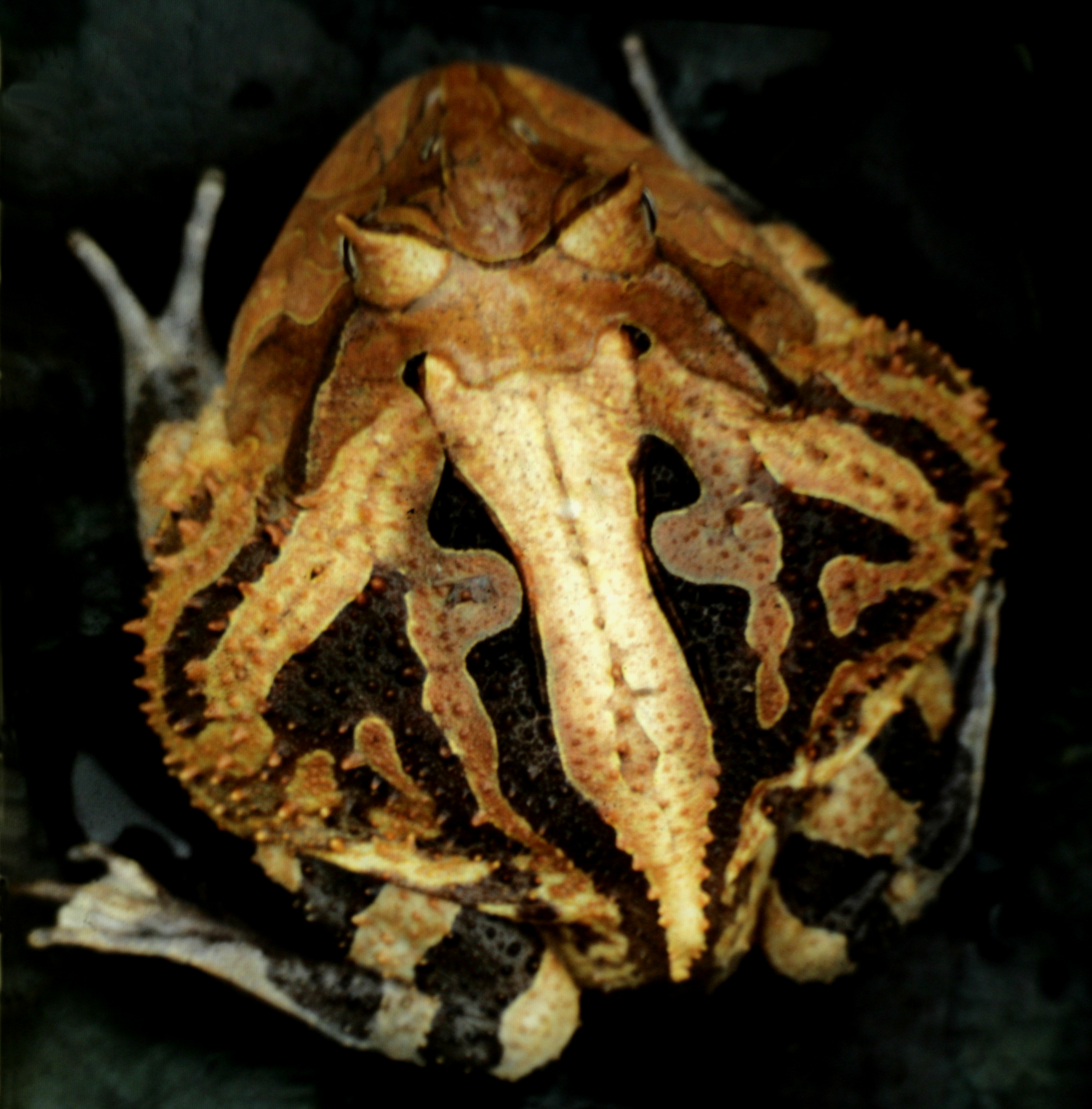
背面
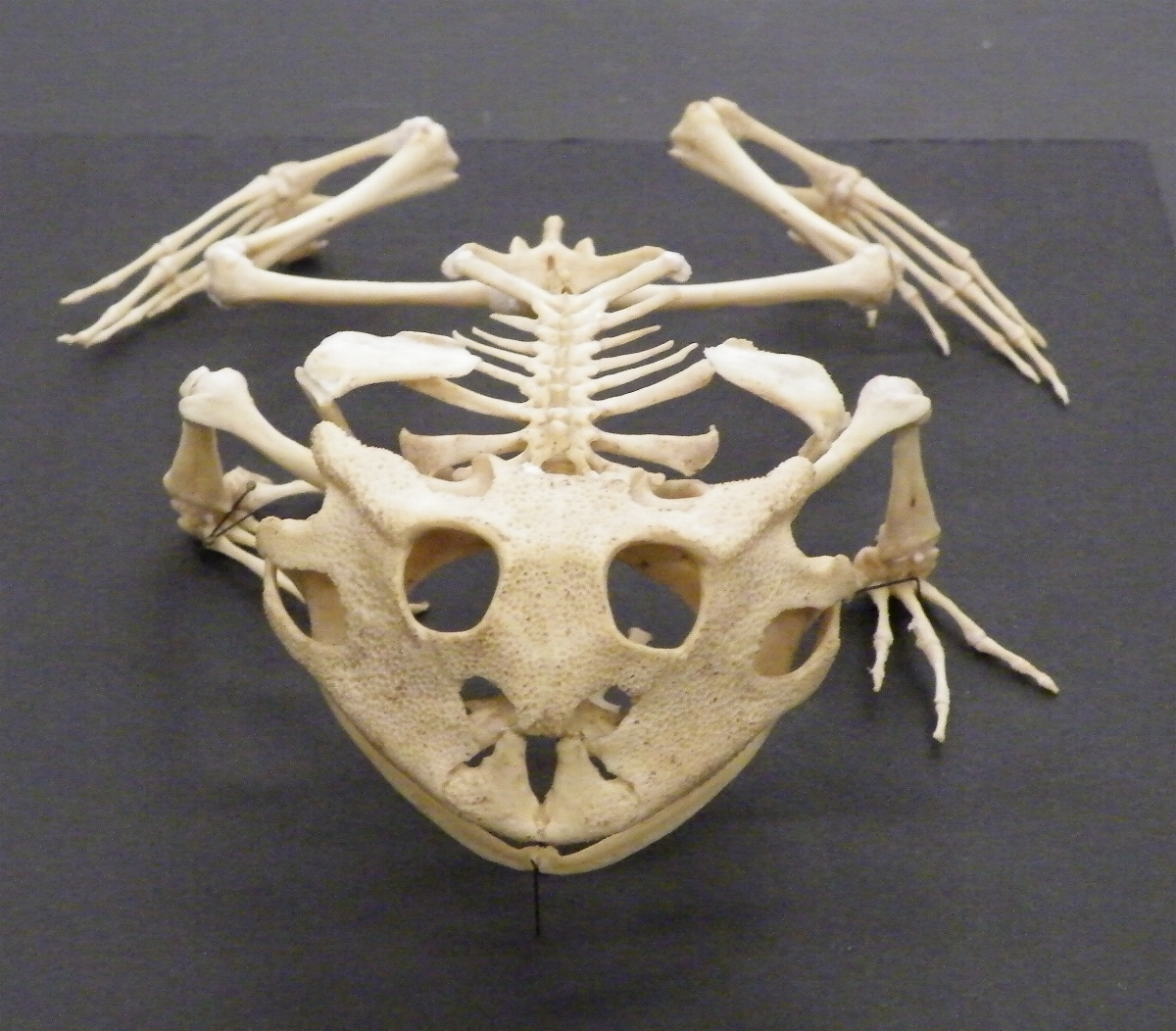
骨格（正面）
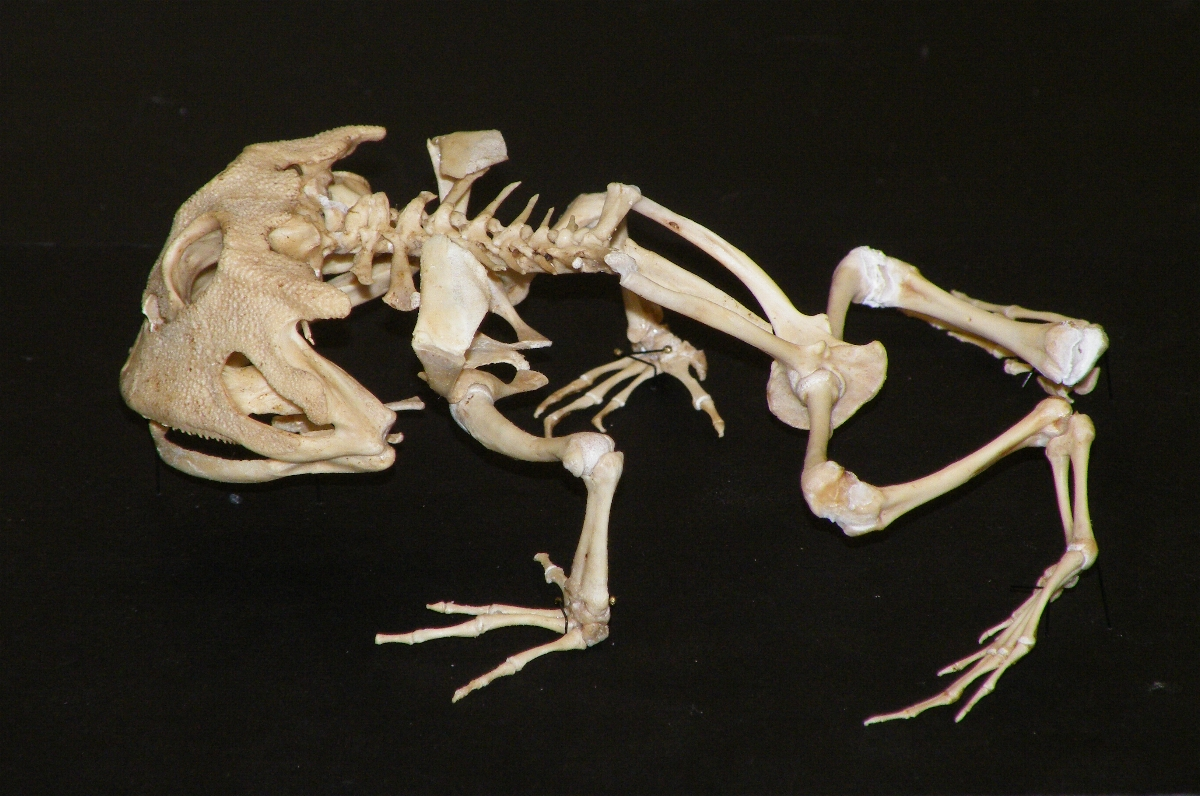
骨格（側面）